# Preutești, Suceava
Preutești este satul de reședință al comunei cu același nume din județul Suceava, Moldova, România.
 Acest articol despre o localitate din județul Suceava este deocamdată un ciot. Puteți ajuta Wikipedia prin completarea lui.